# Maria Antónia Palla
Maria Antónia de Assis dos Santos Palla e Carmo, née Maria Antónia de Assis dos Santos et plus connue sous le nom de Maria Antónia Palla est une journaliste et féministe portugaise. Née à Seixal le 10 janvier 1933, elle est l'une des premières femmes journalistes du Portugal. En 2004, elle est distinguée en recevant le grade de commanderesse de l'ordre de la Liberté. Elle est également la mère de l'ancien Premier ministre du Portugal António Costa.

## Carrière
Maria Antónia Palla est née à Seixal, le 10 janvier 1933, dans une famille laïque, républicaine et libérale. Son père Ítalo Ferrer dos Santos est le premier membre de sa famille à ne pas être baptisé et sa mère Angelina Painço de Assis est la sœur de Jorge Ítalo de Assis dos Santos. Elle fréquente le Lycée français de Lisbonne puis elle est ensuite diplômée en Sciences Historiques et Philosophiques à la Faculté de Lettres de l'Université de Lisbonne.
Elle travaille dans plusieurs journaux, magazines et à la télévision, s'illustrant par le traitement de questions culturelles et sociales. En 1968, avec Margarida Silva Dias et Maria Armanda Passos, elle rejoint le premier groupe de femmes journalistes admises sur concours dans la rédaction du Diário Popular ,. Cela se passe juste après que Maria Virgínia Aguiar ait été forcée de quitter la rédaction du journal parce qu'elle était enceinte.
Après avoir été licenciée du Diário Popular pour avoir insisté sur la nécessité de faire un bilan des événements de Mai 68 - bilan qu'elle a publié dans un livre intitulé « Revolução, Meu Amor » (« Révolution, Mon Amour ») - Palla est la première femme à intégrer la rédaction d'O Século. Francisco Mata assure alors à Guilherme Pereira da Rosa qu'« elle a beau être une femme, elle écrit comme un homme ». Avant même la révolution du 25 avril, elle devient rédactrice en chef d'O Século Ilustrado (« Le Siècle illustré »),.
En 1976, elle marque l'agenda féministe au Portugal en réalisant le reportage « Aborto não É Crime » (« L'Avortement n'est pas un crime ») pour la RTP. Le reportage fait partie de la série de documentaires Mulher (« Femme »), réalisée avec Antónia de Sousa. Diffusé en février 1976, il montre des images d'une femme se faisant avorter. Maria Antónia Palla est accusée d'« outrage à la pudeur et d'incitation au crime » par la direction de la maternité Alfredo da Costa, à Lisbonne, qui porte plainte contre la journaliste pour « exercice illégal de la médecine » . L'émission est suspendue par l'administrateur de la RTP de l'époque, à savoir le mari de Maria Antónia Palla, Orlando da Costa. Palla est jugée et acquittée en 1979. Ce procès a lancé la campagne pour la dépénalisation de l'avortement,.
Elle fait partie de l'União das Mulheres Antifascistas e Revolucionárias (« Union des femmes antifascistes et révolutionnaires ou UMAR » en portugais).
Elle a été la première femme à être inscrite au Syndicat des journalistes, accédant à sa direction avec deux autres femmes, Maria Antónia de Sousa et Maria Antónia Fiadeiro, après la révolution des œillets. Maria de Lurdes Pintasilgo les appelle alors « les trois Antónias », adaptant l'expression « les trois Marias » qui fait référence aux trois écrivaines des « Nouvelles Lettres Portugaises », Maria Isabel Barreno, Maria Teresa Horta et Maria Velho da Costa .
Palla est également la première femme à assumer la présidence de la Caixa de Previdência dos Jornalistas (« Caisse d'Assurance des Journalistes »), occupant ce poste pendant douze ans. Elle est l'une des fondatrices de la Liga dos Direitos das Mulheres (« Ligue des droits des femmes ») et l'une des promotrices de la Bibliothèque féministe Ana de Castro Osório, centre de documentation spécialisé de la Bibliothèque municipale de Belém. Il s'agit de la deuxième bibliothèque féministe en Europe, encadrée dans un espace public.[réf. nécessaire]
Elle est l'une des fondatrices du « Forum portugais pour la paix et la démocratie en Angola », association soutenant les forces démocratiques de ce pays. Elle est membre à vie du Conseil général de la Fundação Mário Soares (« Fondation Mário Soares ») depuis le 10 mars 1996.
En mars 2004, un dîner en son honneur est organisé à la Cervejaria Trindade, à Lisbonne, à l'occasion du 1er Congrès féministe et de l'éducation (1924-2004) qui a lieu en mai de la même année. Le 25 avril 2004, elle reçoit le titre de commanderesse de l'ordre de la Liberté.

## Vie privée
Elle se marie une première fois avec l'écrivain mozambicain d'origine goanaise Orlando da Costa, avec qui elle a un fils, António Costa, ancien Premier ministre du Portugal, né en 1961. Elle se marie une seconde fois avec l'architecte Victor Palla, décédé en 2006, dont elle a pris le nom de famille. En 1974, elle se marie une troisième fois avec le colonel Manuel Pedroso Marques.

## Œuvres publiées
- (pt) Maria Antónia Palla, Revolução, meu amor : maio 68, um ano depois [« Révolution, mon amour : Mai 68, un an après »], Prelo, Lisbonne, Sibila Publicações, 2018, 2e éd. (1re éd. 1969) (ISBN 978-989-99946-5-2, OCLC 1035648323, lire en ligne)
- (pt) Maria Antónia Palla, Só acontece aos outros : histórias de violência [« Ça n'arrive qu'aux autres : histoires de violence »], Sibila Publicações (réimpr. 2017) (ISBN 9899994618, OCLC 1023648941, lire en ligne) [12]
- (pt) Maria Antónia Palla et João Soares, Savimbi : um sonho africano [« Savimbi : un rêve africain »], Nova Ática, 2003, 202 p. (OCLC 56878234, lire en ligne)
- (pt) Maria Antónia Palla et Patrícia Reis, Viver pela liberdade [« Vivre pour la liberté »], Materia‑Prima Edições, 2014, 276 p. (ISBN 9789898461964, OCLC 910849136, lire en ligne) [13]